# Observatoire Zeno
L'observatoire astronomique de Zeno est un observatoire astronomique privé américain situé à Edmond dans l'état de l'Oklahoma.

## Localisation
L'Observatoire Astronomique privé d'Edmond,correspond au site codifié 727 par le Centre des planètes mineures de l'IAU. 
Coordonnées : Longitude 262.53872° Est, Parallaxe Cosinus  0.813941 Sinus +0.579096.

## Matériel
Télescope de 0,15 mètres de diamètre, rapport focal f/6, capteur photographique CCD.

## Activité
Observatoire dédié au planètes mineures et utilisé par l'astronome Tom Stafford qui a découvert 40 astéroïdes dans la période de 1997 à 2000.